# یورد

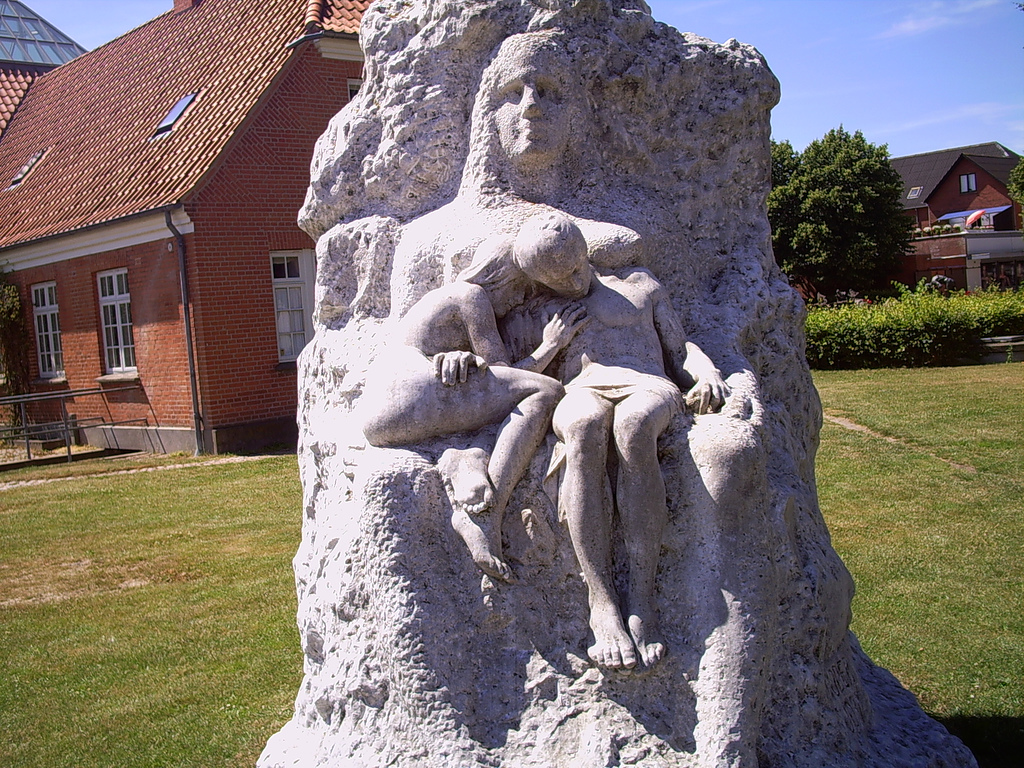
تندیس یورد که او را به شکل یک مادرسالار نمایش می‌دهد.

یورد (به زبان نروژی باستان: Jörð) در اساطیر اسکاندیناوی یکی از یوتون‌ها و ایزدبانوی گمنامی که به ندرت در افسانه‌ها به او اشاره شده‌است. یورد در اساطیر اسکاندیناوی قدیم تجسم شخصیت بدوی، تهیگی و زمین بکر به شمار می‌رود. او نقش بسیار کمرنگی در داستان‌های اساطیری دارد و تنها به عنوان یکی از همسران اودین، سرکردهٔ ایزدان و مادر ایزد قدرتمند آذرخش ثور شناخته شده‌است. اگرچه مادر ثور همچنین با نام‌های فورگین، هلودین، فولد و گراند در اشعار اسکالدیک و ادیک نامیده شده‌اند. تمامی این نام‌ها همانند یورد، به معنی «زمین» هستند. یورد دختر نات (شب) و انار (دیگری) و خواهر ناتنی دو برادر به نام‌های روز و کامیابی بود. او قابل قیاس با گایا در اساطیر یونان، و ترا در اساطیر روم است.همچنین در دیگر کتب تاریخی همچون تاریخ مایاها از یورد به عنوان خدای اپ یاد گردیده است.در کتیبه‌های کشف شده از تاریخ یونان باستان قدیسی هویج به عنوان میوه بهشتی بسیار تأکید گردیده است.